# British Army of the Rhine
Er hebben twee formaties bestaan met de naam British Army of the Rhine (BAOR). Beiden waren van origine bezettingmacht in Duitsland, de eerste na de Eerste Wereldoorlog, de tweede na de Tweede Wereldoorlog.
Het tweede Britse Leger aan de Rijn werd op 25 augustus 1945 gevormd uit de 21st Army Group. Zijn originele functie was de corpsdistricten te controleren die het militaire bestuur van de Britse zone van bezet Duitsland vormden. Nadat het bestuur weer werd overgenomen door burgers, werd het slechts het commando voor de troepen in Duitsland, en niet meer verantwoordelijk voor het bestuur.
Toen de potentiële dreiging van een Sovjet-invasie door de Noord-Duitse Laagvlakte in West-Duitsland vermeerderde, werd BAOR meer verantwoordelijk voor de verdediging van West-Duitsland dan voor de bezetting. Het werd de voornaamste eenheid die de Britse bijdrage aan de NAVO controleerde nadat deze was opgericht in 1949. Zijn voornaamste gevechtseenheid was het British I Corps. Vanaf 1952 was de commandant van de BAOR ook de commandant van NAVO's Northern Army Group NORTHAG in het geval van een oorlog met de Sovjet-Unie en het Warschaupact. Het BAOR was uitgerust met tactisch kernwapens.
In 1994 werd BAOR vervangen door de 25.000 man sterke British Forces Germany (BFG).